# Cillando
Cillando (in greco antico: Κύλλανδος?) era una colonia greca della Caria situata nell'attuale Turchia. 

## Storia
Fece parte della lega delio-attica visto che appare nel registro delle città tributarie di Atene nel periodo 454-447 a.C., dal quale risulta che pagava un phoros di 2 talenti, oltre che nel decreto di tassazione dei tributi di Atene dell'anno 425 a.C.
Viene menzionata anche da Stefano di Bisanzio. Il distretto di Cillandia è citato anche in un'iscrizione del 197 a.C.
Non è nota la sua esatta ubicazione.